# Бергман, Элиза
Элиза Бергман (швед. Elise Bergman, полное имя Gustava Elisabet Bergman; 1842—1924) — шведская художница.

## Биография
Родилась  9 июля 1842 года в местечке Södra Åkarp муниципалитета Веллинге.
Элиза Бергман училась в Школе ремесел Slöjdskolan (ныне Konstfack) в Стокгольме (с 1869 по 1871 год) и в Королевской академии свободных искусств (с 1870 по 1877 год).
По окончании учёбы стала профессиональной художницей, писала преимущественно пейзажи, одновременно работала учителем рисования.
Работы Элизы Бергман представлены в музеях Швеции, в частности, в Национальном музее Швеции в Стокгольме.
Умерла 15 ноября 1924 года в Кристианстаде.